# Jeotgalicoccus coquinae
Jeotgalicoccus coquinae ist eine Bakterienart. Sie wurde bei mikrobiologischen Untersuchungen in der Geflügelhaltung entdeckt, genauer in dem zum Futter als Ergänzungsmittel zugefügten Muschelkalk. Darauf bezieht sich auch der Artname, Coquina ist der englische Name des Muschelkalks. Nach dem Code der Nomenklatur der Bakterien ist das grammatische Geschlecht des Bakteriennamens männlich. Er zählt zu der Abteilung Firmicutes, für deren Vertreter ein positiver Gram-Test typisch ist.

## Merkmale

### Erscheinungsbild
Die Zellen von Jeotgalicoccus coquinae sind kokkenförmig, mit einem Durchmesser von 1,5–2,0 µm. Jeotgalicoccus coquinae bildet, wie alle Arten der Gattung, keine Endosporen. Die Art kann sich nicht durch eigene Kraft bewegen, ist also nicht motil. Die Gram-Färbung verläuft positiv.
Auf festen Nährböden wachsen die Zellen nach Inkubation bei 30 °C über zwei Tage zu cremeweißen Kolonien heran. In der Aufsicht sind die Kolonien rund geformt mit einem klar definierten Rand, in der seitlichen Ansicht erscheinen sie leicht konvex erhaben.

### Wachstum und Stoffwechsel
Jeotgalicoccus coquinae ist heterotroph, er führt keine Photosynthese durch. Die Art kann sich nur vermehren, wenn Sauerstoff vorhanden ist, der Stoffwechsel ist somit obligat aerob. In diesem Merkmal ähnelt J. coquinae den ebenfalls 2011 entdeckten J. nanhaiensis und J. aerolatus. Die zuvor beschriebenen Arten weisen dagegen einen fakultativ anaeroben Stoffwechsel auf, sodass die Beschreibung der Gattung Jeotgalicoccus durch Jung-Hoon Yoon et al. von 2003 durch diese Funde erweitert wurde.
Wachstum erfolgt in einem pH-Wert-Bereich von 6,0–10,5, optimale Werte sind pH 7,5–8,0. Die Art zeigt Wachstum in einem Temperaturbereich von 10 bis 40 °C, der optimale Temperaturbereich liegt bei 25–30 °C. J. coquinae ist halotolerant, ein Gehalt von 0–14 % an Natriumchlorid (NaCl) im Nährmedium wird toleriert, bei einem NaCl-Gehalt von 20 % oder mehr erfolgt kein Wachstum mehr. In Bezug auf den tolerierten Natriumchloridgehalt sowie den pH-Wert verhält er sich ähnlich wie J. psychrophilus, zeigt aber im Gegensatz zu diesem bei 4 °C Wachstum kein Wachstum. Die Kultivierung von J. coquinae gelingt unter anderem auf Trypton-Soja-Agar (TSA). Bei der Isolierung aus dem Futterergänzungsmittel wurde Marine-Agar erfolgreich angewendet. Ebenfalls ist der für Staphylokokken verwendete Chapman-Agar geeignet.
Biochemische Merkmale, wie beispielsweise die vorhandenen Enzyme und die daraus resultierenden Stoffwechseleigenschaften können in einer Bunten Reihe zur Identifizierung von J. coquinae verwendet werden. So fallen der Katalase- und der Oxidase-Test positiv aus. Die Enzyme Urease und β-Galactosidase sind nicht vorhanden. Auch die Enzyme Arginindihydrolase (ADH), Ornithindecarboxylase (ODC) und Lysindecarboxylase (LDC) zum Abbau verschiedener Aminosäuren werden nicht gebildet. Tyrosin wird hydrolysiert. Ebenfalls ist J. coquinae in der Lage, Gelatine oder Stärke durch Hydrolyse abzubauen. Nitrat wird nicht zu Nitrit reduziert. Schwefelwasserstoff (H2S) wird nicht gebildet, ebenso wenig Indol (negativer Indol-Test). Hingegen verläuft der Voges-Proskauer-Test positiv, es wird also Acetoin gebildet.
Im Rahmen des chemoorgano-heterotrophen Stoffwechsels kann J. coquinae einige Kohlenhydrate als Kohlenstoffquelle nutzen und unter Säurebildung verwerten, dazu gehören die Monosaccharide D-Glucose, L-Rhamnose und D-Xylose. Allerdings ist der Nachweis auf Säurebildung nur schwach positiv. Eine andere Untersuchung durch Zhu-Xiang Liu u. a. kommt zu dem Ergebnis, dass Glucose nicht unter Säurebildung abgebaut wird, ebenso wenig wie D-Fructose. Hingegen werden D-Mannose und der Zuckeralkohol D-Mannitol unter Säurebildung verwertet. Kohlenhydrate, die nicht unter Säurebildung abgebaut werden, sind beispielsweise die Monosaccharide D- und L-Arabinose, D-Galactose sowie D-Ribose, die Disaccharide Cellobiose, Lactose, Melibiose und Saccharose sowie die Trisaccharide Melezitose und Raffinose. Bei den getesteten Zuckeralkoholen erfolgt keine Säurebildung bei Adonitol, Glycerol, myo-Inositol,  und D-Sorbitol.

### Chemotaxonomie
Wie für Jeotgalicoccus-Arten üblich, ist das Haupt-Menachinon MK-7, es kommt zu 50,2 % vor. Allerdings liegt auch MK-6 in fast gleichen Anteilen (49,8 %) vor. Die Mureinschicht in der Zellwand enthält die Diaminosäure L-Lysin als diagnostisch wichtige Aminosäure an Position 3 der Peptidbrücke. Der Peptidoglycan-Typ ist A3α, neben Lysin sind noch die Aminosäuren Glycin und L-Alanin vorhanden. Die in den Membranlipiden vorkommenden Fettsäuren sind hauptsächlich gesättigte Fettsäuren mit einer ungeraden Zahl von Kohlenstoffatomen (C15). Es handelt sich um die verzweigtkettigen Fettsäuren mit den Abkürzungen anteiso-C15:0 (anteiso-Pentadecansäure) und iso-C15:0 (iso-Pentadecansäure), ihr Anteil liegt bei 36,4 bzw. 30,4 %. Weiterhin kommt noch die unverzweigte Hexadecansäure (C16:0, Palmitinsäure) und die verzweigtkettige Fettsäure mit der Abkürzung iso-C17:0 (iso-Heptadecansäure) zu 6,8 bzw. 5,8 % vor.
Die Lipide in der Zellmembran enthalten Diphosphatidylglycerin und Phosphoglyceride (Phosphatidylglycerin) als Haupt-Phospholipide, daneben kommen noch sechs bisher nicht identifizierte Lipide in mittleren bis geringen Mengen vor. Der GC-Gehalt in der DNA von Jeotgalicoccus coquinae wurde bei der Untersuchung im Rahmen der Erstbeschreibung nicht bestimmt. Das Genom wurde bisher (Stand 2014) noch nicht vollständig sequenziert. Allerdings wurden für phylogenetische Untersuchungen die Nukleotide der 16S rRNA bestimmt, ein für Prokaryoten typischer Vertreter der ribosomalen RNA.

### Pathogenität
Bisher (Stand 2014) ist noch keine Zuordnung von Jeotgalicoccus coquinae durch die Biostoffverordnung in Verbindung mit der TRBA (Technische Regeln für Biologische Arbeitsstoffe) 466 zu einer Risikogruppe erfolgt. In der TRBA 466 mit Stand vom 25. April 2012 sind lediglich die verwandten Arten Jeotgalicoccus halotolerans, J. pinnipedialis und J. psychrophilus aufgeführt, sie sind der Risikogruppe 1 zugeordnet, gelten folglich als Bakterien, „bei denen es unwahrscheinlich ist, dass sie beim Menschen eine Krankheit hervorrufen“ (§ 3 Biostoffverordnung).

## Systematik
Die Art Jeotgalicoccus coquinae zählt zu der Familie der Staphylococcaceae in der Ordnung der Bacillales in der Abteilung der Firmicutes. J. coquinae wurde 2011 zusammen mit J. aerolatus von Elena Martin et al. erstbeschrieben. Die beiden Bakterienarten wurden im Rahmen von mikrobiologischen Untersuchungen in der Geflügelhaltung in Deutschland entdeckt. Unter anderem wurde der Muschelkalk untersucht, der dem Futter der Enten als Ergänzungsmittel zugefügt wird. Der Muschelkalk wurde in isotonischer Kochsalzlösung suspendiert und damit eine Verdünnungsreihe hergestellt. Ein geringes Volumen der Verdünnungsstufen wurde anschließend auf Marine-Agar kultiviert und die gewachsenen Kolonien näher untersucht. Dabei wurde der Bakterienstamm MK-7 entdeckt. Dieser Bakterienstamm ist als J. coquinae MK-7 der Typusstamm der Art. Er wurde in den Sammlungen von Mikroorganismen in Tschechien (als CCM 7682), Schweden (als CCUG 57956) und Deutschland (bei der DSMZ als DSM 22419) hinterlegt.
Bei der phylogenetischen Untersuchung wurde eine Verwandtschaft zu den bereits bekannten Arten der Gattung Jeotgalicoccus festgestellt. Der Vergleich der Sequenzen der 16S rRNA ergibt eine sehr enge Verwandtschaft mit J. psychrophilus (Ähnlichkeit 99,3 %). Weiterhin wurde von Martin u. a., später erweitert durch Liu u. a. ein phylogenetischer Baum erstellt, basierend auf der Neighbour-Joining-Methode. Der neu entdeckte Bakterienstamm MK-7 bildet mit J. psychrophilus eine Gruppe, die die größte Ähnlichkeit mit der Gruppe von J. aerolatus, J. nanhaiensis und J. halotolerans aufweist.
Die Einordnung in die Gattung Jeotgalicoccus wird durch phänotypische Merkmale gestützt, beispielsweise die Zusammensetzung der Fettsäuren in der Zellmembran und das Vorkommen von MK-7 neben MK-6 als Haupt-Menachinon. Die Festlegung als eigene Spezies wird ebenfalls mit phänotypischen Merkmalen begründet, in denen er sich von den anderen Jeotgalicoccus-Arten unterscheidet, wie die Zusammensetzung der polaren Lipide in der Zellmembran. Von J. psychrophilus und J. aerolatus unterscheidet er sich weiterhin dadurch, dass er im Gegensatz zu diesen D-Mannitol unter Säurebildung verwerten und Tyrosin hydrolysieren kann (vergleiche Übersicht). Darüber hinaus wurde eine DNA-DNA-Hybridisierung mit den drei zuerst entdeckten Jeotgalicoccus-Arten durchgeführt, hier zeigen die Ergebnisse mit einer Ähnlichkeit von 23 bis 29 % genügend Abstand, um die Etablierung einer eigenen Art zu rechtfertigen. Die Ähnlichkeit bei der DNA-Hybridisierung zum ebenfalls von Martin u. a. beschriebenen J. aerolatus liegt bei 54 %.

## Etymologie
Der Gattungsname Jeotgalicoccus leitet sich von dem neulateinischen Wort Jeotgalum her und bezieht sich auf den Fundort der erstbeschriebenen Art. Sie wurde aus koreanischen fermentierten Meeresfrüchten Jeotgal isoliert. Der Artname J. coquinae verweist auf den Fundort, der Muschelkalk wird im Englischen als coquina bezeichnet.